# 화천 토마토축제
화천토마토축제는 대한민국 강원특별자치도 화천군에서 열리는 토마토 축제이다. 2019년에 열린 화천토마토축제에서는 파기해야 할 완숙 토마토를 화천군이 62톤의 토마토를 매우 싼 값에 사들여서 행사를 진행했다. 토마토주스 빨리먹기 대회, 황금반지를 찾아라! 등과 같은 공식 행사와 야간행사가 진행되었으며 11만여명이 축제장을 방문했다.

## 같이 보기
- 토마티나
- 토마토